# Mesotype albescens
Mesotype albescens är en fjärilsart som beskrevs av Lucas 1960. Mesotype albescens ingår i släktet Mesotype och familjen mätare. Inga underarter finns listade i Catalogue of Life.